# C'mon Everybody (album)
| Recensione                     | Giudizio |
| ------------------------------ | -------- |
| The Rolling Stone Record Guide | [ 1 ]    |

C'mon Everybody è un album compilation di Elvis Presley. Il disco venne pubblicato negli Stati Uniti il 1º luglio 1971 dalla RCA Records. Il 6 gennaio 2004 è stato certificato disco d'oro dalla Recording Industry Association of America.

## Descrizione
Tutte le tracce incluse in C'Mon Everybody sono tratte da quattro film di Elvis (Viva Las Vegas, Lo sceriffo scalzo, 3 "fusti", 2 "bambole" e... 1 "tesoro", Pugno proibito) ed erano già state pubblicate in precedenza nei rispettivi EP delle colonne sonore.

## Tracce
Lato 1
1. C'mon Everybody (Joy Byers) - 2:18
2. Angel (Sid Tepper, Roy C. Bennett) - 2:38
3. Easy Come, Easy Go (Ben Weisman, Sid Wayne) - 2:10
4. A Whistling Tune (Sherman Edwards, Hal David) - 2:38
5. Follow That Dream (Fred Wise, Ben Weisman) - 1:37

Lato 2
1. King of the Whole Wide World (Ruth Batchelor, Bob Roberts) - 2:07
2. I'll Take Love (Dolores Fuller, Mark Barkan) - 2:13
3. Today, Tomorrow and Forever (Mack David, Sherman Edwards) - 3:25
4. I'm Not the Marrying Kind (Ben Weisman, Fred Wise) - 1:50
5. This Is Living (Bill Giant, Bernie Baum, Florence Kaye) - 1:43